# NGC 168
NGC 168 је лентикуларна галаксија у сазвежђу Кит која се налази на NGC листи објеката дубоког неба.
Деклинација објекта је - 22° 35' 37" а ректасцензија 0h 36m 38,6s. Привидна величина (магнитуда) објекта NGC 168 износи 14,0 а фотографска магнитуда 14,9. NGC 168 је још познат и под ознакама ESO 474-4, MCG -4-2-26, AM 0034-225, IRAS 00341-2251, PGC 2192.